# Jean-Baptiste Dupont (abbé)
Pour les articles homonymes, voir Jean-Baptiste Dupont.
Jean-Baptiste Dupont, né le 29 octobre 1693 à Marseille où il est mort le 25 décembre 1748, est un prêtre et poète français. 

## Biographie
L’abbé Dupont, qui avait étudié à l’Oratoire, devint membre de cette congrégation à l’âge de dix-sept ans. Jugé apte au professorat des belles-lettres, il en suivit la carrière dans les principaux collèges où il fut muté par ses supérieurs.
Ses premiers ouvrages lui valurent des félicitations publiques. Il produisit en 1707 un petit poème sur le succès de nos armes, des dissertations sur la poésie, un dialogue critique sur le livre de la corruption du goût, d’Anne Dacier, une oraison funèbre de Louis XIV en langue latine.
Épuisé par le professorat, le jeune oratorien y renonça en 1720 et, se jugeant alors inutile dans une congrégation essentiellement livrée à l’enseignement, il retourna dans sa famille. Ayant retrouvé ses forces dans le repos et l’abstention de toute étude, il se prépara au sacerdoce qu’il reçut en 1721, à l’époque où les fondateurs de l’Académie de Marseille recrutaient les futurs membres de leur compagnie.
Dupont acquiesça à leur projet et donna avec bon ton et savoir des lectures pendant sept ans dans les assemblées de l’Académie. Devenu vétéran en 1733, par des raisons de santé, l’abbé Dupont ne se livra plus que rarement à la composition. Sa réputation était de beaucoup inférieure à son mérite. Il avait composé de nombreuses œuvres dont la valeur était connue mais la modestie excessive de l’abbé Dupont avait toujours reculé devant leur impression. Quoique les titres en soient connus, ses travaux, restés manuscrits, ont disparu, vouant l’abbé Dupont à une obscurité qu’il avait en quelque sorte lui-même préparée.